# Gewoon visgraatje
Het gewoon visgraatje (Theridion varians) is een spinnensoort uit de familie van de kogelspinnen (Theridiidae). De wetenschappelijke naam van de soort werd in 1833 gepubliceerd door Carl Wilhelm Hahn.
De soort komt voor in een groot deel van het Palearctisch gebied, van Europa via de Kaukasus en Centraal-Azië tot in China. Ze is geïntroduceerd in Canada en de VS.